# Stanislaw Reszka
Stanislaw Reszka, in latino Stanislaus Rescius, italianizzato come Stanislao Rescio (Buk, 14 settembre 1544 – Napoli, 3 aprile 1600), è stato un gesuita e diplomatico polacco.

Stanislaus Rescius, Epistolarum liber unus, 1594

Fu segretario del re Stefano I Báthory e precettore del futuro vescovo di Varmia, Andrea Báthory. Fu il fondatore dell'ospedale di Buk, sua città natale. Nel 1592 si stabilì a Napoli fino alla sua morte.

## Opere
- Stanislaw Reszka, Epistolarum liber unus, Neapoli, Orazio Salviani, 1594.
- Stanislaw Reszka, Epistolarum pars posterior, Neapoli, Giovanni Giacomo Carlino, Antonio Pace, 1598.